# Бурдонкль, Серж
Серж Бурдо́нкль (фр. Serge Bourdoncle; 24 января 1936, Мийар — 9 октября 2020, Trévenans) — французский футболист, играл на позиции полузащитника.

## Биография

### Игровая карьера
Бурдонкль в течение семи сезонов играл за «Сошо», за который сыграл 112 матчей и забил 19 голов.
В последующие годы играл за «Ним», «Бордо» и в 1962 году вернулся в «Сошо» и играл за него в течение трёх сезонов. За два периода выступлений в «Сошо» он суммарно сыграл 200 матчей, став первым футболистом этого клуба с таким достижением. Затем он играл за безансонский «Расинг» и «Мец», в котором завершил игровую карьеру.

### Тренерская карьера
С 1969 по 1970 год работал главным тренером клуба «Альгранж».

### Смерть
Скончался 9 октября 2020 года в возрасте 84 лет.